# Carlene Starkey
Carlene Starkey (* um 1940) ist eine US-amerikanische Badmintonspielerin. 

## Karriere
Carlene Starkey gewann 1968 die US Open im Mixed. 1971 und 1975 wurde sie nationale Titelträgerin im Damendoppel. Ihren größten Erfolg errang sie jedoch schon 1963, als sie mit dem Gewinn des Uber-Cups Mannschaftsweltmeisterin der Damen wurde.

## Sportliche Erfolge
| Saison | Veranstaltung              | Disziplin   | Platz | Name                            |
| ------ | -------------------------- | ----------- | ----- | ------------------------------- |
| 1963   | Uber Cup                   | Team        | 1     | USA                             |
| 1968   | US Open                    | Mixed       | 1     | Larry Saben / Carlene Starkey   |
| 1971   | USA: Einzelmeisterschaften | Damendoppel | 1     | Caroline Hein / Carlene Starkey |
| 1975   | USA: Einzelmeisterschaften | Damendoppel | 1     | Diane Hales / Carlene Starkey   |